# Петер Дукке
Петер Дукке (нім. Peter Ducke, нар. 14 жовтня 1941, Бензен) — східнонімецький футболіст, що грав на позиції нападника.
Виступав протягом усієї кар'єри за клуб «Мотор» / «Карл Цейсс» (Єна), а також національну збірну НДР. Футболіст року в НДР (1971), учасник чемпіонату світу 1974 року і бронзовий призер Олімпійських ігор 1972 року.

## Клубна кар'єра
Пітер та його брат Роланд, який також був футболістом, народилися в Бензені Судетської області, але Роланд народився там у 1934 році, коли місто було частиною Чехословаччини, а Петер народився 14 жовтня 1941 року, коли місто вже було окуповане Третім Рейхом (нині — містечко Бенешов-над-Плоучниці у Чехії). Після Другої світової війни через депортацію німців з регіону, який повернувся до складу Чехословаччини, сім'я Дукке покинула свій будинок і змушена була переїхати до Шенебека поблизу Магдебурга, Східна Німеччина.
Там Петер і розпочав займатись футболом у клубі «Мотор» (Шенебек), а на початку сезону 1959 року потрапив до команди «Мотор» (Єна) (з 1965 року — «Карл Цейс»), за яку вже виступав його старший брат. Петер захищав кольори цієї команди протягом усієї своєї кар'єри гравця, що тривала цілих вісімнадцять років. Більшість часу, проведеного у складі «Карла Цейса», був основним гравцем атакувальної ланки команди і одним з головних бомбардирів, маючи середню результативність на рівні 0,43 гола за гру першості.

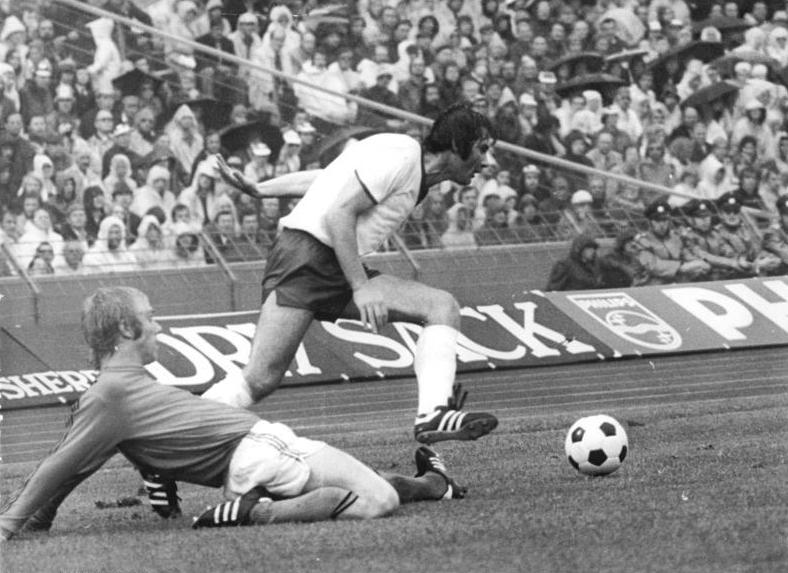
Дукке (праворуч) проти нідерландця Віма Рейсбергена на чемпіонаті світу 1974 року.

У сезоні 1962/63 він домігся перших успіхів з командою, ставши з 19 голами найкращим бомбардиром Оберліги, а команда виграла титул чемпіона Німецької Демократичної Республіки. У 1965 і 1968 роках він дійшов до фіналу Кубка НДР з клубом, однак обидва рази його команда там зазнавала поразки. Також у 1968 році він вдруге став національним чемпіоном, а в 1965, 1966 та 1969 роках — віце-чемпіоном. У 1970 році він привів «Карл Цейс» до чергового чемпіонського титулу, а в 1971 році — до другого місця. У свою чергу, він сам став Футболістом року в НДР. У 1973—1975 роках він тричі поспіль ставав віце-чемпіоном НДР, а в 1972 і 1974 роках також виграв Кубок НДР. Дукке закінчив свою футбольну кар'єру в 1977 році, зігравши 352 матчі Оерліги та забивши 153 голи, завдяки чому він посів 4 місце у списку найкращих бомбардирів чемпіонату НДР усіх часів.

## Виступи за збірну
30 жовтня 1960 року дебютував в офіційних іграх у складі національної збірної НДР в товариському матчі проти збірної Фінляндії, що завершився перемогою східних німців з рахунком 5:1, причому сам Дукке забив третій гол своєї збірної.
1972 року Дукке у складі олімпійської збірної поїхав в Мюнхен на XX літні Олімпійські ігри, де зіграв у всіх семи матчах своєї команди, яка стала бронзовим призером і забив 1 гол у ворота збірної Колумбії (6:1).
У складі національної збірної був учасником єдиного для своєї країни чемпіонату світу 1974 року у ФРН, де зіграв у трьох матчах, а його збірна не подолала другий груповий етап.
Свій останній виступ за збірну Дукке провів у товариському матчі зі збірною Чехословаччини 19 листопада 1975 року, той матч завершився нічиєю з рахунком 1:1, а сам Дукке вийшов на заміну на 11-й хвилині замість Юргена Шпарвассера. Загалом протягом кар'єри у національній команді, яка тривала 16 років, провів у її формі 63 матчі, забивши 15 голів.

## Титули і досягнення

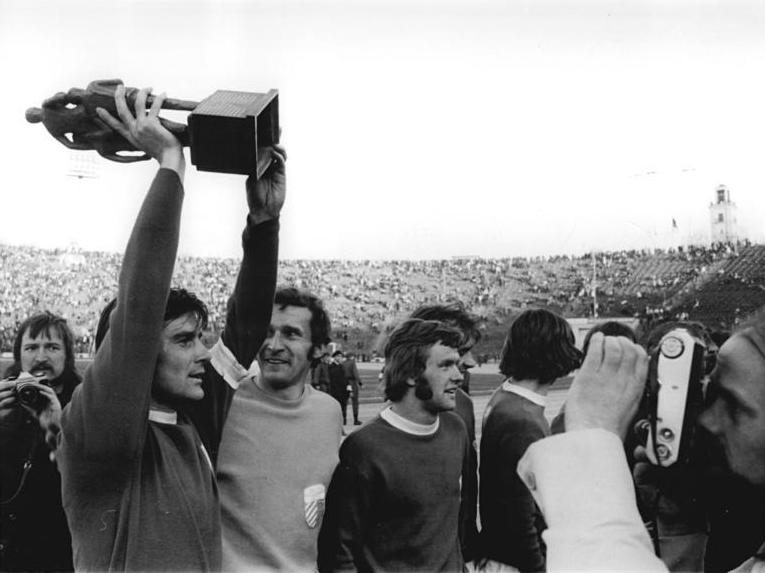
Петер Дукке з трофеєм святкує перемогу у Кубку НДР 1974 року

### Командні
Збірна НДР
- Бронзовий олімпійський призер: 1972

«Мотор» (Єна) / «Карл Цейсс»
- Чемпіон НДР (3): 1963, 1968, 1970
- Срібний призер чемпіонату НДР (7): 1965, 1966, 1969, 1971, 1973, 1974, 1975
- Бронзовий призер чемпіонату НДР: 1977
- Володар Кубка НДР (3): 1960, 1972, 1974
- Фіналіст Кубка НДР (2): 1965, 1968

### Особисті
- Футболіст року в НДР: 1971
- Найкращий бомбардир чемпіонату НДР: 1963 (19 голів)
- Спортсмен року в НДР: 1965
- 4-е місце в списку найкращих бомбардирів чемпіонату НДР за всі часи: 153 голи
- 12-е місце в списку гравців з найбільшою кількістю матчів, зіграних в чемпіонаті НДР: 352 матчі[6]